# Ивженки
Ивженки (укр. Ївженки) — село,
Пирятинский городской совет,
Пирятинский район,
Полтавская область,
Украина.
Код КОАТУУ — 5323810105. Население по переписи 2001 года составляло 1 человек.
Село указано на трехверстовке Полтавской области. Военно-топографическая карта.1869 года как хутор Ивженков

## Географическое положение
Село Ивженки находится на расстоянии в 1,5 км от города Пирятин, в 1-м км от сёл Замостище и Верхояровка.
Местность вокруг села сильно заболочена.